# روزماري سورنسن
روزماري سورنسن (بالإنجليزية: Rosemary Sorensen)‏ هي ناقدة أدبية وصحفية أسترالية، ولدت في 1954.